# 山木利満
山木 利満（やまき としみつ、1947年（昭和22年）5月3日 - ）は、日本の実業家。元小田急電鉄代表取締役会長執行役員。元日本民営鉄道協会会長。公益財団法人小田急財団理事長（代表理事）。小田急電鉄株式会社特別顧問

## 略歴
- 1947年（昭和22年）5月3日 - 神奈川県藤沢市生まれ
- 1970年（昭和45年）3月 - 東京都立大学法学部卒業
- 1970年（昭和45年）4月 - 小田急電鉄入社
- 1998年（平成10年）6月 - 同社総務部長兼秘書室長兼広報部長
- 1999年（平成11年）6月 - 同社取締役人事部長
- 2001年（平成13年）6月 - 同社常務取締役・執行役員（現）
- 2003年（平成15年）
  - 4月 - 同社常務取締役総務部長兼秘書室長
  - 6月 - 同社専務取締役（代表取締役）
- 2005年（平成17年）6月 - 同社取締役副社長グループ経営企画本部長（代表取締役）
- 2006年（平成18年）6月 - 同社取締役副社長経営企画本部長（代表取締役）
- 2007年（平成19年）6月 - 同社取締役副社長経営政策本部長（代表取締役）
- 2010年（平成22年）6月 - 同社取締役副社長（代表取締役）
- 2011年（平成23年）6月 - 同社取締役社長（代表取締役）
- 2017年（平成29年）
  - 4月1日 - 同社取締役会長（代表取締役）[2]
  - 5月26日 - 日本民営鉄道協会会長就任[3]
- 2019年（令和元年）5月31日 - 日本民営鉄道協会会長を退任[4]
- 2021年（令和3年）6月 - 同社取締役会長（代表取締役）を退任[5]

## 人物
- 秘書課長として利光達三第3代社長に仕えて経営を学んだ。創業者利光鶴松を尊敬している[6]。

## テレビ番組
- 『日経スペシャル カンブリア宮殿』 GWスペシャル 激闘の箱根！ 日本一の温泉地を作り上げた"乗り物屋"の執念 （2017年5月4日、テレビ東京）- 小田急電鉄の事業戦略について語った[7]。